# Peter Cestonaro
Peter Cestonaro (Haiger-Langenaubach, 14 maggio 1954) è un ex calciatore e allenatore di calcio tedesco, di ruolo attaccante.

## Carriera
Con 111 gol segnati in Zweite Bundesliga si piazza al decimo posto nella graduatoria dei migliori marcatori del torneo.

## Palmarès

### Giocatore

#### Competizioni internazionali
- Coppa Piano Karl Rappan: 1

Duisburg: 1974